# (469306) 1999 CD158
(469306) 1999 CD158 est un objet de la ceinture de Kuiper en résonance 4:7 avec Neptune (tous les sept orbites de Neptune, il en fait quatre). Son diamètre serait d'environ 310 kilomètres, ce qui en fait potentiellement une planète naine, si l'estimation de la taille est correcte. 
Il est actuellement à 47,3 unités astronomiques du Soleil.